# 哈勒霍馬哈 (夏威夷州)
哈勒莫馬哈（英語：Halehomaha）是位於美國夏威夷州考艾縣的一個非建制地區。

## 地理
哈勒莫馬哈的座標為22°13′33″N 159°32′59″W / 22.22583°N 159.54972°W，而該地的平均海拔高度為0米（即0英尺）。